# Ekologia molekularna
Ekologia molekularna – interdyscyplinarna dziedzina biologii, w której metody genetyki molekularnej wykorzystywane są do badania zagadnień ekologicznych. W zależności od zakresu wykorzystuje również elementy m.in. biologii ewolucyjnej i behawioralnej. Wyróżniane są dwa różne, choć zazębiające się podejścia w ekologii molekularnej: opisowe, w którym dane o częstotliwości genów służą do opisu poziomu zmienności genetycznej w populacji, oraz mechanistyczne, zajmujące się opisem wpływających na to mechanizmów.
Za początek współcześnie rozumianej ekologii molekularnej uznaje się zwykle odkrycie w połowie lat 60. XX wieku, że na podstawie strukturalnych różnic pomiędzy allozymami można badać zmienność genetyczną. Późniejszy rozwój tej dziedziny wiązał się głównie z odkrywaniem markerów bardziej przydatnych w analizach populacyjnych, opartych na sekwencjach DNA. Bardzo istotne dla rozwoju ekologii molekularnej było opracowanie w latach 80. łańcuchowej reakcji polimerazy, która znacznie ułatwiła amplifikowanie DNA. Obecnie w ekologii molekularnej wykorzystywane są zarówno markery genetyczne dziedziczone od jednego z rodziców – takie jak mitochondrialny DNA i chloroplastowy DNA – oraz zwykle dziedziczone dwurodzicielsko markery jądrowe. Powszechnie stosuje się analizy mikrosatelitarne, duży potencjał mają także badania polimorfizmów punktowych. Dalszy postęp ekologii molekularnej zależy w dużej mierze od rozwoju technik badawczych, zwłaszcza odkrywania coraz bardziej użytecznych markerów molekularnych.
Ekologia molekularna zajmuje się m.in. ocenianiem zmienności genetycznej, śledzeniem tras przemieszczania się organizmów, mierzeniem wsobności, badaniem diety poszczególnych gatunków czy osobników, wyznaczaniem granic pomiędzy gatunkami czy odtwarzaniem dawnego zasięgu występowania (filogeografią) przy wykorzystaniu markerów molekularnych. Badania z zakresu ekologii molekularnej mają również swoje zastosowanie praktyczne, m.in. w ochronie przyrody, sądownictwie, rolnictwie i rybołówstwie.